# Bueacola
Bueacola is een geslacht van rechtvleugeligen uit de familie sabelsprinkhanen (Tettigoniidae). De wetenschappelijke naam van dit geslacht is voor het eerst geldig gepubliceerd in 1912 door Sjöstedt.

## Soorten
Het geslacht Bueacola  is monotypisch en omvat slechts de volgende soort:
- Bueacola cornigera (Sjöstedt, 1912)